# Buitenste schaamlippen
De buitenste schaamlippen (Latijn labia majora, grote schaamlippen; enkelvoud: labium majus) zijn de schaamlippen die om de binnenste schaamlippen heen liggen. De buitenzijden van de plooien hebben haargroei en vormen aan beide kanten de grens van de vulva. 
Naar achteren toe verenigen de schaamlippen zich tot de commissura posterior en aan de voorkant tot de venusheuvel. Ze bevatten onder andere vet, zweet- en talgklieren. De schaamlippen liggen in niet-opgewonden toestand vaak tegen elkaar aan, waardoor ze aan de binnenliggende delen bescherming bieden. Bij seksuele opwinding zwellen de schaamlippen wat op en komen ze uit elkaar te liggen.
In elk van de schaamlippen bevindt zich een klier van Bartholin. Deze klier produceert slijmerig vocht dat wordt uitgescheiden via een kleine opening in de onderste binnenkant van de labia minora.
De buitenste schaamlippen zijn homoloog aan het scrotum bij de man.